# Re-Volt
Re-Volt је тркачка видео игра коју су дизајнирали Paul Phippen и Simon Harrison.   Развио га је Acclaim Studios London и објавио Acclaim Entertainment за Microsoft Windows, Nintendo 64, PlayStation и Dreamcast.
Премиса игре подразумева трке радио-контролисаних аутомобила кроз окружења попут музеја, пароброда, градилишта и супермаркета. Током трке, аутомобили могу сакупљати насумично оружје које се користи за померање противника. Аутомобили и стазе се откључавају кроз успехе у турнирским модовима игре.

## Модови игре
- Појединачна трка – Омогућава играчу да се такмичи против компјутерских противника за прво место. Завршавањем трка повезаних са купом откључава се нови аутомобил. Овај режим игре је доступан у режиму за више играча за до четири играча који се тркају један против другог.
- Првенство - Трке у купу које се састоје од четири трке за поене. Што је бољи пласман, више поена се добија. Међутим, играч мора да заврши на 3. месту или боље да би напредовао у следећу трку; ако не успе, губи један покушај, а након три покушаја шампионат се завршава. Освајањем првог места у купу откључавају се додатни нивои и аутомобили.
- Проба на време – Овај режим игре могућава играчу да се такмичи за најбрже време круга на било којој откључаној стази. Побеђивањем изазовног времена на стазама повезаним са купом откључавају се обрнуте, огледалне и обрнуте огледалне варијације тих стаза.
- Тренинг - Омогућава играчу да истражује стазе без временског ограничења или других тркача. Поред тога, свака стаза садржи звезду за скупљање. Сакупљање сваке звездице са стазе повезане са купом откључава два нова аутомобила.
- Арена за акробације - Мала арена садржи 20 звезда за прикупљање. Арена садржи петљу, рампе и полутунел са звездама које се могу добити само са возилима високих перформанси. Прикупљање свих 20 звезда откључава нови режим игре.
- Битка за звезду - Режим само за више играча који садржи звезду скривену на нивоу битке. Сакупљање звездице одбројава тајмер за играча. Први играч коме тајмер достигне 0 је победник. Игра се наставља све док последња особа не успе да прикупи звезду.
- Clockwork Carnage - Уместо 8 даљински управљаних аутомобила који се тркају до циља, ово је трка са 30 механичких аутомобила на било ком од нивоа трке. [6]

## Портови и поновна издања

### Едитор Аутомобила
У октобру 1999. године, Acclaim Entertainment је објавио Re-Volt Car Editor који је омогућавао играчима да извозе и уређују, или креирају нове аутомобиле за PC верзију користећи 3D studio  Едитор је једноставно откривен у канцеларији Acclaim Studios у Лондону и као такав је објављен као неодобрени и неподржани део кода. 

### Xbox бета верзија
Xbox верзија под називом Re-Volt Live била је у развоју са веома ограниченом бета верзијом која је дистрибуирана затвореним бета тестерима. Ова скраћена верзија Re-Volt-а је издата бета тестерима услуге Xbox Live пре лансирања услуге на оригиналном Xbox систему, али на велико разочарење фанова - комплетнија верзија никада није објављена на конзоли. Цела игра је отказана близу краја. Иако није званично објављена, доступна је пуна развојна верзија и може се играти на модификованом Xbox-у који може да покреће игре са уређаја за складиштење. 

### Аркадна верзија
У септембру 2004, Tsunami Visual Technologies издала је модификовану верзију Re-Volt-a за аркадне машине . Овај порт игре је имао неколико промена у игри и графици. Радио је на Microsoft Windows 98 и долазио је у две верзије: TsuMo Standard Non-Motion Sit Down Re-Volt и делукс модел. Слично режиму Проба на време у Dreamcast верзији и многим другим аркадним тркачким играма, постоји глобални тајмер. Ова верзија је такође садржала додатне стазе, међу којима су Venice by Gabor које су направили фанови и нову стазу коју је креирао Kurt Arnlund, бивши радник Тсунамија.

### Портови за мобилне уређаје
У јулу 2010, WeGo Interactive Co. Ltd., са седиштем у Сеулу, Јужна Кореја, купио је све ИС повезане са Re-Volt, RC Revenge Pro, и RC de Go (развијен и у власништву Taito), од Throwback Entertainment из Торонта.
У јулу 2012, Re-Volt је најављен за iОS и Аndroid мобилне платформе. Re-Volt је објављен за iОS као Re-Volt Classic у октобру. Андроид верзија игре је објављена 24. априла 2013. у корејском T-Store и касније у Play Store-u.

### Поново издање за PC
3. октобра 2013, PC верзија Re-Volt-a поново је објављена путем дигиталне дистрибуције на GOG.com. Издање је засновано на закрпи 1.2 Бета коју је развила заједница, са додатном подршком за оригиналне CD песме као и MP3 датотеке. Игра је повучена на захтев програмера закрпе 1.2 Бета у јануару 2014. због неспоразума са издавачима WeGo Interactive, у којима је компанија користила делове кода које је написала заједница без одговарајуће сагласности.   
Након затварања WeGo Interactive-а, права на наслов пренета су на нову компанију под називом Superday Inc., коју су чинили бивши запослени WeGo-а. Преко корејског издавача H2 Interactive, PC верзија је поново објављена на GOG.com у априлу 2022. године, што је вратило игру на оригиналну верзију игре 1.0.   Ова верзија игре је објављена на Steam-у 29. јула 2022., што такође укључује Steam Workshop.

## Наслеђе
Наставак, RC Revenge, објављен је 2000. за PlayStation и PlayStation 2 . Такође је био познат као Re-Volt 2.
Иако је Acclaim Entertainment угашен од 2004. године, фанови су наставили да подржавају и проширују игру стварајући возила и стазе, као и покретањем сервера за више играча. Фанови су креирали софтвер отвореног кода, који ради на више платформи, под називом "RV House", који омогућава играчима да се повежу и играју онлајн. Ова платформа је директно повезана са веб-страницом " Revolt Race Архивирано 2023-02-05 на сајту “, где се, између осталог, сваког месеца бира сет стаза које служе као основа за такмичење у временским тркама. Поред тога, у последње време, заједница је направила Discord канал који служи као главно место за дискусије о игри, организовање, рекламирање и учествовање у тркама, дељење садржаја/модова или чак помоћ у развоју нових алата и ажурирања за игру — при чему најновија верзија укључује RVGL, крос-платформски препис/порт Re-Volt-овог изворног кода који ради нативно и на Windows-у и на Linux-у.
Иако нови играчи могу доживети значајну криву учења, заједница остаје активна, са записима најбржих кругова и новим стазама и аутомобилима који се и даље додају. База обожавалаца је одржавала PC верзију са алфа и бета ажурирањима.   Игра је такође портована од стране заједнице на више платформи као што су Linux, macOS, Android, ODROID,  и OpenPandora, засновано на доступном изворном коду. 

## Пријем
Верзије за PC и Dreamcast добиле су позитивне критике, док су верзије за Nintendo 64 и Re-Volt Classic добиле мешовите критике, а верзија за PlayStation добила је негативне оцене, према агрегаторима рецензија GameRankings и Metacritic. Марк Кларксон из часописа Computer Gaming World ппохвалио је графику и окружења у верзији за PC, као и реалистичан осећај управљања који подсећа на радио-контролисане аутомобиле, иако је приметио да је уграђени уређивач стаза лош. Винцент Лопез из IGN-а такође је похвалио графику PC верзије, саму игру и интерфејс, али је критиковао техно музику и уређивач стаза у игри. Rick Sanchez из издања NextGen из септембра 1999. назвао је исту верзију игре "забавном авантуром", али је навео да би игра могла бити изврсна да је више нагласила инспирацију играчкама.“ У наредном издању, међутим, Jeremy Willams је рекао: „Они који имају мало стрпљења откриће да је Acclaim-ов Re-Volt веома прецизан мали симулатор РЦ аутомобила и награђујућа игра.“ Пет издања касније, Greg Orlando је о верзији за Dreamcast рекао: "Одлична, иако лагана, тркачка игра, Re-Volt је најбоље доживети са групом.“ У Јапану, где је PlayStation верзија портована за објављивање 6. јануара 2000, а затим Dreamcast верзија 13. јула, Famitsu јој је дао оцену 30 од 40 за Dreamcast верзију и 23 од 40 за PlayStation верзију. 
Nick McElveen часописа Computer Games Strategy Plus дао је PC верзији четири звездице од пет, рекавши: „Иако управљачки точкови и џојстици добро функционишу са Re-Volt-ом, носталгичари конзолних трка ће брзо закључити да је гејмпад најефикаснији контролер. Нажалост, с обзиром на зависност коју игра изазива, ово би могло значити повратак многих случајева 'Nintendo палца' из ремисије." Brad Cook из AllGame-a дао је истој верзији за PC три од пет звездице, рекавши: „Иако је Re-Volt леп за гледање, нажалост ће оптеретити све, осим највећих и најбољих рачунара." Међутим, дао је Dreamcast верзији две и по звездице од пет, рекавши: „Развојни тим Acclaim Studios London је вероватно мислио да су на правом путу када су одлучили да игра поштује законе физике у сваком моду игре, али нису. Више бих волео да постоји аркадни мод који је само за забаву и симулациони мод који захтева бољу пажњу на физику. Да су успели да подесе игру на тај начин, вероватно би већ сада била на путу ка статусу класика, уместо што је кандидат за 'јефтину корпу'. Scott McCall је дао Nintendo 64 верзији две звездице од пет, рекавши да јој „недостаје најважнији састојак било које игре: забава. А да видимо, брзина кадрова је ужасна, окружења су превелика за четири мала аута, а појачања не повећавају ниво интензитета. Потрага за духовним наследником R.C. Pro-Am-а се наставља. Christopher Michael Baker је такође дао PlayStation верзији две звездице, рекавши: „Тешко је пронаћи нешто лепо за рећи о Re-Volt-у, па нећу напрезати мозак. Можда би се најбоље могло описати једном речју као револ... не, нећу вас мучити тој ужасној игри речи. Само послушајте мој савет и потрошите новац на другу игру.
Часопис N64 Magazine дао је Nintendo 64 верзији 73%. Vicious Sid из GamePro-а назвао је исту верзију „готово ненадмашним избором за љубитеље N64 трка“.  Међутим, Uncle Dust је у другој рецензији рекао: „С обзиром на толико других квалитетних и забавних тркачких игара које су доступне на N64, дефинитивно је добра идеја избећи Re-Volt за N64.“  Исти аутор је касније рекао за Dreamcast верзију: Иако побољшана графика пружа додатни подстицај за освајање више трка, многи играчи ће ипак бити одбијени због досадне физике и управљања. Страствени љубитељи РЦ аутомобила ће је волети, а власници Dreamcast-а који и даље траже солидну тркачку ће желети да јој пруже шансу."   Air Hendrix, је, међутим, рекао за PC верзију: „Уопштено, Re-Volt је једнако забавна и фрустрирајућа игра. Ако сте талентовани играч са високим прагом за фрустрацију, пробајте је. Али лоше контроле, површине за вожњу клизаве као локална куглана и ограничен преглед ме ме да завијам у менталној агонији сваки пут када бих закорачио на гас“.  
Johnny B. из GameRevolution-а дао је PC верзији Б+, рекавши да „можда има стазе и аутомобиле који вам омогућавају да више летите и одбијате кошаркашке лопте, али испод свега, то је и даље само прилично типична аркадна тркачка игра“.  Други аутор истог сајта такође је дао Dreamcast верзији оцену B+, рекавши да је „дефинитивно једна од оних игара које љубитељи трка морају узети. Наравно, њена тежина ће натерати играче са слабим срцем да беже. Али за оне који имају стрпљења да науче, Re-Volt нуди изузетно забавно искуство."  Kevin Bowen из PlanetDreamcast-а дао је истој Dreamcast верзији 8.5 од 10, рекавши: „Свакако, Dreamcast већ има доста тркачких игара, али Re-Volt је несумњиво јединствен. Ниво тежине и понекад нестабилан фрејм рејт су заиста једини значајни недостаци. То је солидна игра која нуди много, како у синглплејер, тако и у мултиплејер режимима, а на неке начине је чак боља од правих Р/Ц трка." 
Spanner Spencer из TouchArcade-a дао је Re-Volt Classic-у у три звездице од пет, рекавши: „Сигурно није најинтересантније оживљавање које смо икада видели, нити доноси нешто ново у погледу самосталне iOS игре. Никада је не бих оптужио да је лоша игра — далеко од тога — али је једноставно превише пешачка да би изазвала било какво узбуђење (ово је мала игра речи за крај, и то без додатне наплате).“ 
PC верзија је продала 16.528 јединица у САД током 1999. 

Особље PC Gamer US доделило је истој PC верзији своју награду за најбољу тркачку игру 1999. и похвалила је као „изузетан баланс реализма и аркадних узбуђења“.  Добила је специјалну награду за "Sleeper Hit of the Year"(„Највеће изненађење године”) од Computer Gaming World-а, чије је особље написало да нас је "сасвим изненадила када је објављена прошле јесени". Игра је такође била номинована за награду часописа „Тркачка игра године“, али је изгубила у овој категорији од Need for Speed: High Stakes.  Такође је номинована и за награду CNET Gamecenter-а за „Најбољу аркадну игру“, коју је добио Rayman 2: The Great Escape. Игра је била другопласирана у категорији "Најбоља графика, техничка изврсност" на GameSpot-овим наградама за најбоље и најгоре у 1999. години, која је отишла у Quake III Arena.